# 김기리
김기리(金基里, 1985년 11월 27일 ~ )는 대한민국의 희극인, 배우이다.

## 학력
- 백암고등학교 졸업
- 동아방송대학 디지털영상디자인과 중퇴

## 출연작

### 예능 프로그램
- JTBC 《장르만 코미디》
- KBS2 《개그콘서트》
  - 〈리얼리T〉
  - 〈불편한 진실〉 김지민의 애인 역
  - 〈생활의 발견〉 점원 역
  - 〈슈퍼스타 KBS〉 교회 장로 역
  - 〈그땐 그랬지〉
  - 〈봉숭아 학당〉 할아버지 역
  - 〈모던보이〉
  - 〈EBS 드라마〉
  - 〈노력의 결정체〉
  - 〈달라스〉
  - 〈우리는 1 하나〉
  - 〈팀을 위한 길〉
  - 〈전국구〉
  - 〈놈놈놈〉
  - 〈시청률의 제왕〉
  - 〈배꼽도둑〉
  - 〈뿜 엔터테인먼트〉
  - 〈힙합의 신〉 기리크라운 역
  - 〈음모론〉
  - 〈알포인트〉
  - 〈고집불통〉피처링 할배 역
  - 〈말해 Yes Or No〉
  - 〈리액션 야구단〉 김주찬 역
  - 〈일어나〉
- KBS2 《개그스타》
- SBS 《개그1》
- KBS2 《해피선데이 - 맘마미아》
- QTV 《어럽쇼》
- MBC FM 《심심타파》
- KBS2 《영화가 좋다》 김기리의 단서를 잡아라(친절한 기리씨)
- KBS2 《인간의 조건》
- KBS2 《불후의 명곡: 전설을 노래하다》
- KBS2 《왕좌의 게임》
- JTBC 《김제동의 톡투유 - 걱정 말아요! 그대》
- MBC 《미스터리 음악쇼 복면가왕》 - 아임 파인 땡큐

### 드라마
- 2011년 KBS2 주말연속극 《사랑을 믿어요》 우정 출연
- 2013년 KBS2 주말연속극《최고다 이순신》 - 이유신 스토커 역
- 2015년 ENA 드라마 & ENA 스토리 목금드라마 《유일랍미》
- 2016년 SBS 드라마 스페셜 《딴따라》
- 2017년 SBS 월요드라마 《초인가족》 - 박원균 역
- 2017년 SBS 주말특별기획 《브라보 마이 라이프》 - 철선 역
- 2018년 JTBC 월화드라마 《으라차차 와이키키》 - MC 다카피 역
- 2018년 MBC 예능드라마 《대장금이 보고있다》 - 원빈 역
- 2019년 KBS2 수목드라마 《왜그래 풍상씨》 - 계상기 역
- 2019년 JTBC 월화드라마 《눈이 부시게》 - 선배 역 (특별출연)
- 2019년 KBS1 일일연속극 《여름아 부탁해》 - 오대성 역
- 2020년 MBC every1 드라마 《제발 그 남자 만나지 마요》 - 제갈수원 역
- 2021년 KBS2 수목드라마 《안녕? 나야!》 - 김용화 역

### 시사 교양 프로그램
- SBS 《수저와 사다리》

### 영화
- 《드래곤 헌터》 - '귀즈도' 목소리 역
- 《좀비크러쉬: 헤이리》 - 박 대위 역
- 단편영화 : 달을 빚는 토끼 - 수호신 역
- 《세기말의 사랑》 - 기훈역

### CF
- 호식이두마리치킨
- 태극제약 벤트플라겔

## 유행어
- 여기서 이러시면 안됩니다!(생활의 발견)
- 너~어~!(불편한 진실)
- 아하하하하하하하!(불편한 진실)
- 가만히 듣고보니 다 내 스타일~! 멋있기만 하구만 내 스타일~! 그렇게만 하니깐 멋이없지 지금부터 잘 들어! 내가 진정한 패션을 알려주지!(전국구)
- 이 모든 걸 다 갖췄으면 지금 당장 ~해(전국구)
- 이런 멘트를 날려줘야 패션의 완성~!(전국구)
- 나 더 이상은 양보 못해! 오케이 콜!(놈놈놈)
- 평소완 다른 말투,심장이 시큰해!넌 내게 이별을 말할 것 같아!(힙합의 신)
- 몰라 몰라~ (고집불통)

## 홍보대사
- 2012년 서산시 홍보대사

## 수상
- 2012년 KBS 연예대상 코미디 부문 남자 신인상